# 伊勒斯海姆
伊勒斯海姆（發音：[ˈɪləsˌhaɪm]）是德国巴伐利亚州中弗兰肯行政区艾施河畔诺伊施塔特-巴特温茨海姆县的市镇，面积21.42平方千米，2023年12月31日人口为962人。
与该镇建立相关联的最早领袖人物是人称“铁腕骑士”的格茨·冯·贝利欣根。有一座火车站。该地有美军的军事基地，在1945年前则是纳粹德国空军的飞机场。
其市政厅在每周三下午开放，展示一些有趣的历史文物。镇徽中的轮子代表伊勒斯海姆（轮子中心）及其周边社区（五个条幅），上方的刀则代表圣巴多罗买，为其辖区乌尔弗斯海姆的主保圣人，而交叉十字状则代表临近小镇韦斯特海姆（乌尔弗斯海姆东南）的主保圣人圣贡德尔贝特。